# Paolo Persichetti
Paolo Persichetti (Roma, 6 maggio 1962) è un saggista, blogger ed ex brigatista italiano.
Ha militato nelle Brigate Rosse-Unione dei Comunisti Combattenti (BR-UCC) negli anni '80. Dopo un primo arresto, un processo finito con l'assoluzione in primo grado e una condanna in contumacia in secondo grado, è stato estradato in Italia dalla Francia il 25 agosto 2002. A Parigi aveva trascorso anni di studio e lavoro con il suo vero nome, insegnando anche in ambito universitario, dopo essere espatriato legalmente in quanto rimesso in libertà dalla prima sentenza. È stato condannato a 22 anni di carcere per concorso morale nell'omicidio del generale Licio Giorgieri e scarcerato definitivamente nel 2014 dopo essere stato in semilibertà dal 2008.
Ha scritto su numerose testate e pubblicazioni, tra cui Liberazione e Gli Altri, collabora con il manifesto, Il Garantista e Il Dubbio. In rete, cura il blog Insorgenze.

## Biografia
Di famiglia comunista e di estrazione operaia, frequenta gli ambienti dell'Autonomia e poi nel 1986 si unisce alle Brigate Rosse - Unione Comunisti Combattenti (formazione, cosiddetta "movimentista", nata nel 1985 da una scissione delle Brigate Rosse - Partito Comunista Combattente, l'ala "militarista" guidata da Barbara Balzerani), partecipazione che non ha mai nascosto. Frequentò il gruppo armato fino all'arresto il 29 maggio 1987, con l'accusa di esserne un fiancheggiatore.

### Processo, condanna e latitanza
Sottoposto a processo con l'unica prova della chiamata in correità da parte di un pentito, nel procedimento di primo grado (1989) venne assolto dalla Corte d'assise per non aver commesso il fatto, mentre verrà condannato invece in secondo grado nel 1990.
Scarcerato nel dicembre 1989, per aver oltrepassato di un anno i termini di durata della custodia cautelare in seguito all'assoluzione, nel settembre del 1991 si trasferì in Francia, dove beneficiò della cosiddetta dottrina Mitterrand.
Nel novembre 1991 fu condannato in via definitiva dalla Cassazione, che confermò la decisione d'appello, a 22 anni e mezzo di carcere per partecipazione a banda armata (articolo 306) e concorso morale in omicidio (articolo 280, «Attentato con finalità di eversione») per il delitto Giorgieri avvenuto il 20 marzo 1987, in base alla legislazione italiana in vigore dagli anni di piombo. Assieme a lui per questo delitto, vennero condannati anche altri sette brigatisti Aldo Daldacci, Claudia Gioia, Francesco Maietta e Maurizio Locusta, Paolo Cassetta, Geraldina Colotti e Fabrizio Melorio.

Paolo Persichetti durante il processo alle BR-UCC nell'aula bunker di Rebibbia (1987)

### Attività in Francia
Fu nuovamente arrestato nel novembre del 1993 mentre nella prefettura di Place d'Italie a Parigi ritirava il visto di soggiorno come studente; in seguito all'appello di Oreste Scalzone (l'ex leader di Potere Operaio, con cui Persichetti strinse una forte amicizia) a rispettare la dottrina Mitterrand, a nome dei 150 fuoriusciti (tra cui Marina Petrella, Toni Negri e Cesare Battisti), nacque un caso. La sua vicenda divenne il pretesto di un durissimo scontro politico-istituzionale. Per la prima volta dalla nascita della Quinta Repubblica il sistema politico francese si trovava dinanzi ad un dualismo di potere, la cosiddetta "Coabitazione": al palazzo dell'Eliseo (sede della Presidenza della Repubblica) sedeva il socialista François Mitterrand mentre Matignon (sede del governo) era in mano al gollista Édouard Balladur.
Persichetti si avvalse del diritto di opporsi alla estradizione in virtù del carattere politico dei reati che gli venivano contestati. Dopo oltre 14 mesi di detenzione passati nella prigione parigina della Santé e uno sciopero della fame di 19 giorni venne liberato nel gennaio 1995, grazie alla presa di posizione del presidente Mitterrand, volta a ribadire l'impegno preso dalla Francia in favore dei fuoriusciti italiani perseguiti come "terroristi" dalla giustizia italiana, per aver preso parte al duro conflitto politico-sociale scaturito negli anni '70, cioè agli anni di piombo, e dalla Francia considerati dei militanti politici soggetti in buona parte a reati "ideologici" (posizione non riconosciuta dall'Italia).
Nonostante il primo ministro avesse nel frattempo accolto la richiesta di estradizione avanzata dall'Italia, questa non venne messa in esecuzione perché nelle elezioni presidenziali della primavera successiva Edouard Balladur fu sconfitto dal suo compagno di partito Jacques Chirac, contrario alla rimessa in discussione della dottrina Mitterrand. Sia pure in un contesto molto precario, con una situazione amministrativa irregolare ("sans papiers"), Persichetti riprese i suoi studi universitari, interrotti dall'arresto del 1993; scrisse il saggio sugli anni di piombo La Révolution et l'etat insieme ad Oreste Scalzone e ottenne un dottorato di ricerca presso la facoltà di scienze politiche dell'Università di Paris VIII, dove iniziò ad insegnare come docente a contratto nel 2001 fino al giorno della sua estradizione in Italia.

### Estradizione
La sera del 24 agosto 2002, Persichetti fu fermato dalla polizia francese e consegnato nel corso della notte alle autorità italiane sotto il tunnel del Monte Bianco. L'estrazione, avvenuta grazie ad un accordo fra Dominique Perben, ministro della giustizia francese e Roberto Castelli suo equivalente italiano, di fatto chiuse il periodo di copertura della dottrina Mitterrand ai ricercati dalla giustizia italiana riparati in Francia. Altri ex militanti protetti dalla dottrina Mitterrand saranno invece dichiarati non estradabili per vari motivi (come Marina Petrella),altri si costituiranno (Negri) o lasceranno la Francia (Battisti, rifugiatosi in Brasile), specie durante la presidenza di Nicolas Sarkozy; Scalzone si gioverà invece della prescrizione.
Al momento dell'estradizione fu protagonista di una vivace polemica con Sergio Segio, l'ex comandante militare di Prima Linea ed esponente di spicco fra i dissociati dalla lotta armata, che in un'intervista su la Repubblica l'aveva accusato di non aver mai preso le distanze dalla violenza politica, atteggiamento che avrebbe giustificato la sua estradizione.
Persichetti rispose sulla pagine della Stampa che Segio con quelle parole mostrava di dover «pagare ancora molte cambiali per la libertà», ottenuta precocemente grazie alle ricompense premiali derivanti dalla dissociazione a cui Segio rispose con una lettera aperta su Peacelink ribadendo la sua posizione, riscritta poi in una lettera inviata alla Stampa, in cui Persichetti era chiamato disertore per essersi rifugiato in Francia.

### Il carcere
Persichetti, che dopo l'arresto dichiarò di aver definitivamente chiuso con la lotta armata, venne quindi incarcerato a Roma, e trasferito 20 giorni dopo per 4 mesi in isolamento nel Carcere di Marino del Tronto. Tre delle quattro condanne indicate nel vecchio decreto di estradizione firmato da Édouard Balladur erano prescritte, come poi riconobbe la Cassazione (l'unico reato da scontare era rimasto il concorso morale in omicidio); inoltre le autorità francesi l'avevano consegnato alla polizia italiana in virtù di pressanti segnalazioni della procura bolognese che miravano a coinvolgere Persichetti nell'attività delle Nuove Brigate Rosse e in particolare nella morte del professor Marco Biagi, consulente del ministro del lavoro. Nessuna richiesta di estradizione era stata però formulata per questa accusa, nonostante ciò Persichetti fosse stato tenuto sotto inchiesta dal procuratore della repubblica di Bologna, Paolo Giovagnoli, per oltre due anni. Secondo la procura bolognese gli attentati contro Massimo D'Antona (1999) e Marco Biagi (2002) erano stati ispirati a Parigi, in quello che alcuni giornali avevano definito il "santuario della lotta armata", ovvero l'area storica dei fuoriusciti politici italiani raccolta attorno a Oreste Scalzone, portavoce riconosciuto della battaglia in favore di un'amnistia politica per i reati politici degli anni '70 ed '80. La sua posizione, riguardo quest'ultima accusa, venne archiviata dopo aver preso atto, con molto ritardo, che nei giorni e nelle ore in cui si consumava a Bologna l'uccisione di Marco Biagi, Persichetti si trovava nei locali dell'Università in cui studiava e insegnava,e proseguì a scontare la pena comminatagli nel 1991.
Nel dicembre 2002 scoppiano proteste nelle carceri italiane e il carcere di Marino di Tronto mostra una forte adesione alla protesta, Persichetti viene indicato da un sindacato della polizia penitenziaria, vicino alla UGL, come il capo della rivolta e poco dopo è trasferito nel carcere Mammagialla a Viterbo. Durante la detenzione in quest'ultimo carcere scrive il saggio  Esilio e castigo. Retroscena di un'estradizione, che uscirà nel 2005 con prefazioni di Gilles Perrault e Erri De Luca.
Infine è trasferito nel carcere di Rebibbia a Roma.
Nel 200) gli sono ripetutamente negati i benefici di legge perché, secondo il giudice di sorveglianza nei suoi testi, in particolare in Esilio e castigo, spiegando il fenomeno della lotta armata avrebbe mostrato un atteggiamento «che si concepisce come controparte rispetto a tutte le istituzioni pubbliche, accusate di scrivere la storia da vincitori assumendo atteggiamenti vendicativi attraverso "le relazioni delle commissioni parlamentari", le "sentenze della magistratura" ecc.», mostrando secondo il magistrato «il perdurante disprezzo delle istituzioni dello Stato di diritto» che «seppur praticato con "una maturità che gli consente di esporre le proprie idee in modo da rispettare le regole sociali" (come correttamente rilevato nella relazione di sintesi), non si concilia con la condivisione dei valori fondanti del sistema giuridico-democratico italiano».
Nel giugno 2008 venne posto in regime di semilibertà, potendo lasciare il carcere di Rebibbia dalle 7:30 alle 22 per lavorare a Liberazione, il quotidiano di Rifondazione Comunista e poco dopo, nel luglio 2008, si occupò della battaglia a favore di Marina Petrella, incarcerata in Francia e a rischio di estradizione nonostante le gravi condizioni psicofisiche.
Rimane in semilibertà per il resto del tempo rimasto della pena, e inizialmente gli viene negato l'affidamento in prova ottenuto solo per gli ultimi 12 mesi di detenzione dopo un ricorso in cassazione; tra l'altro, come riporta lui stesso, per la motivazione (2011) secondo cui «la forma mentis del Persichetti lo conduce ad avere talora, un atteggiamento "paritario" (anche se tale aggettivo rischia di acquisire una valenza negativa) nei confronti di un'Amministrazione verso la quale, comunque, egli deve rispondere del proprio comportamento e non trattare da pari», e per infrazioni burocratiche, come aver sostenuto (2012) «di avere un "contratto di lavoro trimestrale" mentre avevo inutilmente tentato di spiegare che la mia retribuzione era "a cadenza trimestrale"», secondo le sue stesse parole.

### Fine pena e attività di storico
Il 22 marzo 2014, usufruendo di alcuni leggeri sconti di pena e delle prescrizioni, ha finito di scontare la condanna, dopo aver passato in carcere circa 15 anni, a più riprese.
Dopo l'uscita dalla prigione ha ripreso l'attività di saggista come storico del periodo degli anni '70 in particolare occupandosi delle BR, pubblicando con l'editore DeriveApprodi Brigate rosse Dalle fabbriche alla «campagna di primavera» nel 2017 assieme a Marco Clementi e Elisa Santalena. È annunciato come il primo volume, di un lavoro di ricerca svolto con la consultazione di una notevole mole di materiale documentario d'archivio, incluse fonti desecretate provenienti dallo Stato Maggiore dei Carabinieri, dal Ministero degli Interni e dalla Presidenza del Consiglio allo scopo di fornire una inquadratura di soggetto di studio storico alle vicende delle Brigate rosse, finora descritte soltanto in tono di pamphlet, spesso sposando teorie complottistiche, appoggiate dall'area culturalmente vicina al PCI che di volta in volta coinvolgevano la CIA, il KGB o il Mossad, teorie contro le quali la lotta è una battaglia persa, mentre la loro ricerca intende fornire materiale per chi intende affrontare seriamente la questione brigatista dal punto di vista storico. A questo proposito in questo saggio si afferma che le Brigate Rosse italiane furono "parte integrante – seppure minoritaria – di uno scontro decennale di cui pochi ne hanno ammesso l'esistenza in Italia” che risale agli Anni 60,  nacquero nelle grandi fabbriche del Nord Italia, con l'importante apporto di intellettuali provenienti da Trento e Reggio Emilia; e cresciuta grazie all'opacità operaia, ed era una fra le tante organizzazioni esistente che poteva divenire un punto di arrivo o di partenza per quei militanti della sinistra extraparlamentare fortemente convinti che la violenza fosse necessaria.
Dalle fonti desecretate risulterebbe secondo Persichetti, che i servizi di sicurezza dello stato fin dagli iniziali anni 1974 avevano intuito la natura politica delle azioni brigatiste e le sue motivazioni sociali e politiche.
Questa sua attività come storico sugli anni di piombo è stata soggetta ad una sorta di cordone "censorio sanitorio" da parte degli accademici classici italiani, che per anni hanno fermato la pubblicazione di recensioni della sua opera nella pubblicistica nazionale, viceversa la recensione della sua opera è stata accolta in riviste internazionali.

#### Il sequestro dell'archivio
Nel giugno 2021 la Procura di Roma ha ordinato la perquisizione del suo studio, durata otto ore ed eseguita da un gruppo congiunto di personale della DIGOS, Direzione centrale della Polizia di Prevenzione, e della Polizia postale,  che si è conclusa con il sequestro di tutto l'archivio costituito da documenti raccolti analizzati e schedati in lunghi anni di lavoro di ricerca sulle Brigate Rosse e in particolare sul caso Moro e di telefoni cellulari e di ogni altro tipo di materiale informatico (computer, tablet, notebook, smartphone, hard-disk, pendrive, supporti magnetici, ottici e video, fotocamere e videocamere e archivi in cloud storage). La perquisizione è stata sostenuta con l'accusa di divulgazione di materiale riservato «acquisito e/o elaborato dalla Commissione parlamentare d’inchiesta sul sequestro e l’omicidio di Aldo Moro» aggravata dall'accusa di favoreggiamento e di associazione sovversiva con finalità di terrorismo ad opera di un gruppo terrorista formatosi l'8 dicembre 2015.
A seguito di questa azione giudiziaria ha scritto il libro  La polizia della storia. La fabbrica delle fake news nell’affaire Moro, difendendo la sua attività di studioso della storia italiana degli anni '70.

### Attività giornalistica

#### La querela di Roberto Saviano
Durante la semilibertà, mentre svolgeva l'attività di giornalista presso Liberazione, allora diretto da Dino Greco, è stato querelato da Roberto Saviano perché aveva riferito in un suo articolo la secca smentita fatta dai familiari di Peppino Impastato delle parole riportate da Saviano. Quest'ultimo, all'epoca ancora sconosciuto (non aveva ancora pubblicato Gomorra), sosteneva di aver ricevuto una telefonata da Felicia Impastato, madre di Peppino, che avrebbe assunto il significato di un passaggio di testimone dell'attività svolta da Peppino.
I familiari di Impastato contestavano l'esistenza di questa telefonata, anche perché l'anziana donna non era munita di telefono. La correttezza del lavoro giornalistico svolto da Persichetti venne riconosciuta dal giudice che nel gennaio 2013 archiviò la querela, dando torto a Saviano, il quale mesi dopo cambiò improvvisamente versione sostenendo che la telefonata con Felicia Impastato sarebbe avvenuta tramite il telefono di una sua amica, in circostanze mai chiarite e la cui identità è ancora oggi rimasta ignota.

#### Le altre inchieste
Si è anche occupato dell'inchiesta giornalistica volta a difendere la memoria di Mauro Di Vittorio, uno delle vittime della strage di Bologna del 1980 nonché giovane simpatizzante di Lotta Continua, accusato dall'on. Enzo Raisi nel 2012 di essere il vero attentatore (seppur involontario, come trasportatore della bomba) nell'ambito della cosiddetta "pista palestinese", poi archiviata dalla procura bolognese.
Un'altra sua inchiesta riguarda le teorie cospirative sugli anni di piombo, ad esempio sul caso Moro, delle quali è un oppositore, avendo dedicato molti articoli a smontare le tesi che volevano un coinvolgimento dei servizi segreti italiani o della CIA all'interno del gruppo brigatista di Mario Moretti e Prospero Gallinari.
Nel 2016 fu querelato dal leader del gruppo neofascista di CasaPound, Gianluca Iannone, per un articolo su Liberazione del 2010, definito da Iannone diffamatorio, in cui si parlava di «aggressioni, spedizioni punitive, iniziative contro i disabili, xenofobia e brindisi alla Shoà», ma il giudice per le indagini preliminari ha archiviato il procedimento.
Persichetti cura dal 2008 un blog dal titolo Insorgenze.net, dedicato alle lotte degli anni settanta, alle "nuove resistenze" globali e alla condizione carceraria (con particolare attenzione alla tortura in Italia, in particolare durante gli anni di piombo) e collabora anche con altri blog. Ha scritto anche su il manifesto. Dopo la chiusura di Liberazione, scrive anche su il Garantista, quotidiano fondato e diretto dall'ex direttore del quotidiano del PRC Piero Sansonetti, su Gli Altri (altro quotidiano, poi testata on-line, fondato da Sansonetti) e su varie pubblicazioni.

## Opere
- Il nemico inconfessabile. Sovversione sociale, lotta armata e stato di emergenza dagli anni Settanta a oggi, con Oreste Scalzone, prefazione di Erri De Luca, Odradek, 1999
- Dall'etica guerriera alla guerra etica, in AA. VV., Rovescio internazionale, Odradek, 1999
- (FR) Paolo Persichetti, Oreste Scalzone e Prefazione Erri de Luca, La Révolution et l'Etat. Insurrections et "contre-insurrection" dans l'Italie de l'après-68 : la démocratie pénale, l'état d'urgence, Editions Dagarno, 2000,  p. 482, ISBN 978-2910019532.
- C'erano una volta i grattacieli in AA. VV., Guerra civile globale, pp. 245–269, Odradek, Roma 2001
- (FR) Paolo Persichetti, prefazione di Gilles Perrault e Erri De Luca, Exil et chatiment: Coulisses d'une extradition, traduzione di Chiara Bonfiglioli, Laure Fesquet, Editions Textuel, 2005, ISBN 978-2845971431.
- Paolo Persichetti, prefazione di Gilles Perrault e Erri De Luca, Esilio e castigo. Retroscena di un'estradizione, La Città del Sole, 2005,  p. 238, ISBN 978-8882922894.
- Marco Clementi, Paolo Persichetti e Elisa Santalena, Brigate rosse Dalle fabbriche alla «campagna di primavera». Vol. I, vol. 1, Derive Approdi, 2017,  p. 512, ISBN 9788865481776.
- Paolo Persichetti, La polizia della storia La fabbrica delle fake news nell'affaire Moro, Derive Approdi, 2022,  p. 240, ISBN 978-88-6548-437-1.

### Altro
- Collaborazione indiretta a: Valerio Evangelisti e AA.VV., Il caso Cesare Battisti: quello che i media non dicono, Roma, DeriveApprodi, 2009. ISBN 978-8889969748, a cura di V. Evangelisti, per quanto riguarda l'intervista all'allora ministro della giustizia brasiliano Tarso Genro sul caso di Cesare Battisti per Liberazione, riportata nel volume

## Cinema
- Il film Dopo la guerra (2017) di Annarita Zambrano è liberamente ispirato alle storie di alcuni condannati degli anni di piombo italiani, riparati in Francia sotto la dottrina Mitterrand, tra cui Paolo Persichetti e Cesare Battisti.[18][42]